# Приморский военный округ
Примо́рский вое́нный о́круг — оперативно-стратегическое территориальное объединение Вооружённых сил СССР, существовавшее в 1945—1953 годах.

## История
Приморский военный округ был образован по директиве Ставки Верховного Главнокомандования от 10 сентября 1945 года на части территории Приморского края (территория бывшей Уссурийской области). В его подчинении находились также войска, находившиеся на территории Северной Кореи и на Квантунском полуострове. С 1947 года округ подчинялся Главному командованию войск Дальнего Востока.
1 июня 1953 года округ был расформирован, а его территория отошла к Дальневосточному ВО.

## Боевой состав
В состав округа входили:
- Управление 5-й армии, 9-я, 10-я и 24-я пулемётно-артиллерийские; 63-я, 144-я, 215-я, 277-я стрелковые; 2-я и 3-я танковые дивизии располагались в Уссурийском крае.
- Управление 25-й армии, 10-я механизированная и 40-я стрелковая дивизии находились на территории современной Северной Кореи.
- Управление 39-й армии, 25-я гвардейская пулемётно-артиллерийская, 7-я механизированная дивизии, 5-й гвардейский стрелковый корпус в составе 17-й и 19-й гвардейских стрелковых дивизий располагались на Квантунском полуострове.
- 9-я воздушная армия

## Базирование
Штаб и управление округа находились в городе Ворошилов.

## Командование войсками Приморского ВО

### Командующие войсками округа
- 01.10.1945 — июнь 1947 — Маршал Советского Союза К. А. Мерецков
- июль 1947 — май 1953 — генерал-полковник С. С. Бирюзов

### Члены Военного совета
- сентябрь 1945 — ноябрь 1948 — генерал-полковник Т. Ф. Штыков[2]
- декабрь 1945 — ноябрь 1946 — генерал-майор К. С. Грушевой (второй член Военного совета)
- октябрь 1947 — май 1950 — генерал-лейтенант И. П. Коннов (до конца 1948 — второй член Военного совета)
- июль 1950 — май 1953 — генерал-лейтенант В. И. Уранов

### Начальники штаба
- сентябрь 1945 — июнь 1946 — генерал-лейтенант А. Н. Крутиков
- июнь 1946 — октябрь 1946 — генерал-лейтенант Г. К. Козлов
- октябрь 1946 — март 1947 — генерал-лейтенант Г. А. Шелахов
- февраль 1947 — март 1950 — генерал-полковник Н. Д. Захватаев
- апрель 1950 — генерал-майор В. В. Турантаев
- апрель 1950 — май 1953 — генерал-лейтенант В. А. Пеньковский

### Начальники инженерных войск
- 24.6.1947 — генерал-майор Н. М. Пилипец